# Villecelin
Villecelin település Franciaországban, Cher megyében. Lakosainak száma 78 fő (2022. január 1.). Villecelin La Celle-Condé, Chezal-Benoît, Montlouis, Saint-Baudel és Venesmes községekkel határos.

## Népesség
A település népessége az elmúlt években az alábbi módon változott:
| Lakosok száma | 153  | 117  | 102  | 102  | 103  | 99   | 94   | 84   | 82   | 78   |
|               | 1968 | 1982 | 1990 | 2006 | 2013 | 2015 | 2017 | 2019 | 2020 | 2022 |